# Louis Janmot
Louis Janmot (Lione, 21 maggio 1814 – Lione, 1º giugno 1892) è stato un pittore e poeta francese, appartenente alla Scuola di Lione.

## Biografia

### La giovinezza e i primi lavori a Lione
Nato da genitori cattolici profondamente religiosi, Louis Janmot ebbe la giovinezza turbata dalla morte del fratello nel 1823 e della sorella nel 1829. Fu allievo del Collegio reale di Lione, dove conobbe Frédéric Ozanam e altri discepoli dell'abate Noirot, suo professore di filosofia. Nel 1831 venne ammesso alla Scuola di Belle arti di Lione e l'anno dopo ottenne il massimo riconoscimento: l'alloro d'oro.

Nel 1833 si recò a Parigi per seguire i corsi di pittura di Victor Orsel e di Dominique Ingres.

Assieme ad altri amici lionesi entrò nella Società di San Vincenzo de Paoli e nel 1835 andò a Roma, dove ebbe l'occasione di conoscere Hippolyte Flandrin.
Dopo il suo ritorno a Lione, nel 1836, Janmot volle attirare su di sé l'attenzione dei critici del Salon, realizzando quadri di grande dimensione e d'ispirazione religiosa, come "La resurrezione del figlio della vedova di Naim" (1839) o "Cristo nell'Orto degli Olivi" (1840). Dopo il 1845 Janmot riuscì a colpire l'interesse di Charles Baudelaire con il suo "Fiori di campo", il che gli permise di accedere al Salon dell'anno seguente, nel quale Théophile Gautier restò impressionato dal suo "Ritratto di Lacordaire".
Ma l'insuccesso del suo "Poema dell'anima", esposto in occasione dell'Expo del 1855 lo deluse profondamente. Nel dicembre di quello stesso anno (1855) Janmot sposò Léonie de Saint-Paulet, che apparteneva ad una nobile famiglia di Carpentras.

L'anno seguente ottenne l'incarico per un affresco (oggi scomparso) nella Chiesa di San Policarpo: L'Ultima Cena. Seguirono altre commissioni, in particolare quella per la decorazione della cupola di San Francesco di Sales e quella per il Municipio, che era stato appena rinnovato dal suo amico architetto T. Desjardins. Per queste opere Janmot fu nominato professore alla Scuola di Belle arti di Lione.

### Parigi e Tolone
Sorprendendo tutti, nel 1861 Janmot si trasferì a Parigi, avendo avuto la promessa di un grosso incarico per la Chiesa di Sant'Agostino. Ma il progetto fu abbandonato tre anni dopo ed egli si ritrovò di fronte a pressanti problemi familiari e finanziari. Accettò allora un posto di insegnante nella Scuola dei Domenicani di Arcueil.

In quel periodo, nella sua proprietà di Bagneux, realizzò in affresco numerosi ritratti dei membri della sua famiglia. Di questi lavori, però, oggi non restano che alcune fotografie.
Nell'agosto del 1870, sempre a Bagneux, nacque il suo settimo figlio, ma il parto fu fatale alla madre. Nello stesso tempo le armate prussiane si avvicinavano e invasero la sua proprietà, saccheggiando la sua casa. Janmot fuggì ad Algeri dal suocero e restò oltremare per un anno, dipingendo qualche paesaggio. Tornato a Parigi, fece vita solitaria. Nel 1878 realizzò un affresco nella cappella dei Francescani in Terra santa, ma dopo questo incarico non ne ricevette più altri.
Messo alla prova da difficoltà economiche e familiari ormai crescenti, Janmot partì per Tolone, dove, malgrado qualche commissione (un secondo "Ritratto di Lacordaire" (1878), "Rosarie" (Saint-Germain-en-Laye, 1880), "Il martirio di Santa Cristina" (Solliès-Pont, 1882), condusse un'esistenza estremamente ritirata. Terminò la seconda parte del suo "Poema dell'anima" che il mecenate Felix Thiollier aveva dichiarato di essere pronto a pubblicare.
Janmot si risposò nel 1885 con una sua ex allieva, Antoinette Currat, e tornò a stabilirsi a Lione. Aveva ormai 71 anni e assai poche prospettive di lavoro. Eseguì a carboncino una serie di disegni su temi dell'Aldilà, che possono considerarsi come una specie di continuazione ultraterrena del suo Poema dell'anima: "Il Purgatorio" (1886), "La fine dei Tempi" (1888) e altri ancora.

Nel 1887 a Lione e a Parigi venne pubblicata un'opera di oltre 500 pagine, intitolata Opinione di un artista sull'arte. Essa comprendeva articoli scritti da Janmot negli anni precedenti. Un omaggio, ahimè, tardivo.

Louis Janmot morì cinque anni più tardi a Lione. Aveva vissuto 78 anni.

### Immagini dal "Poema dell'anima"

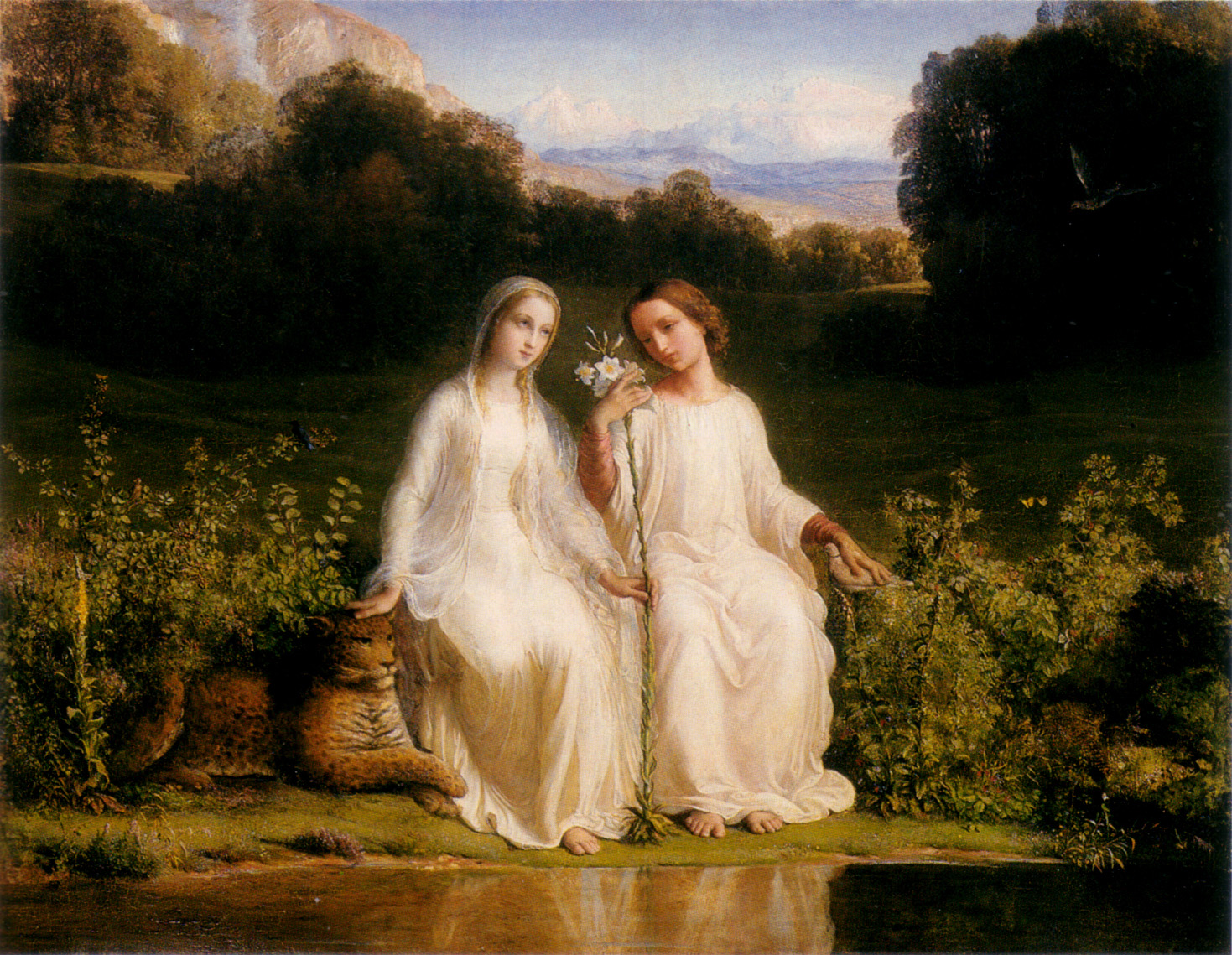
Virginitas
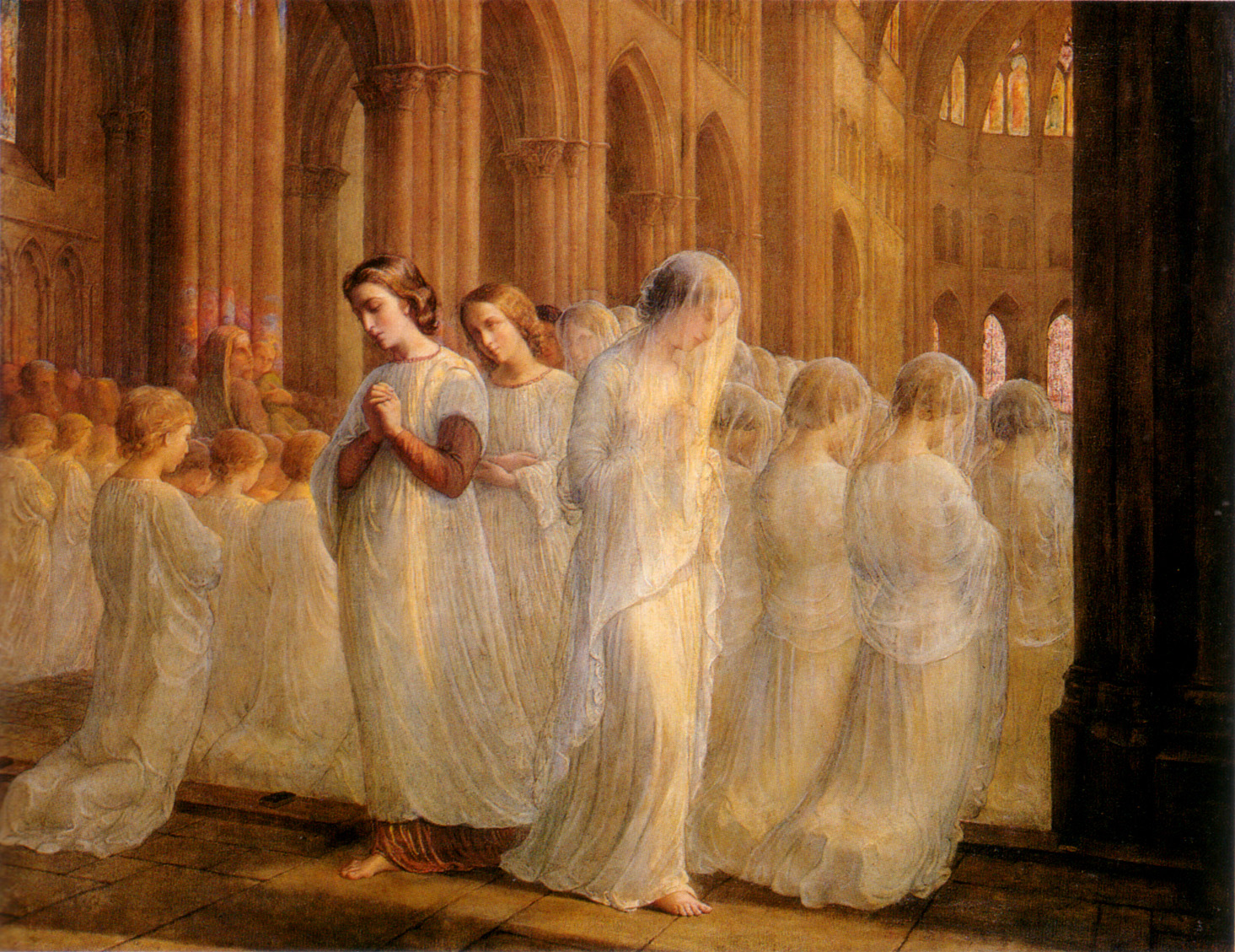
Prima comunione
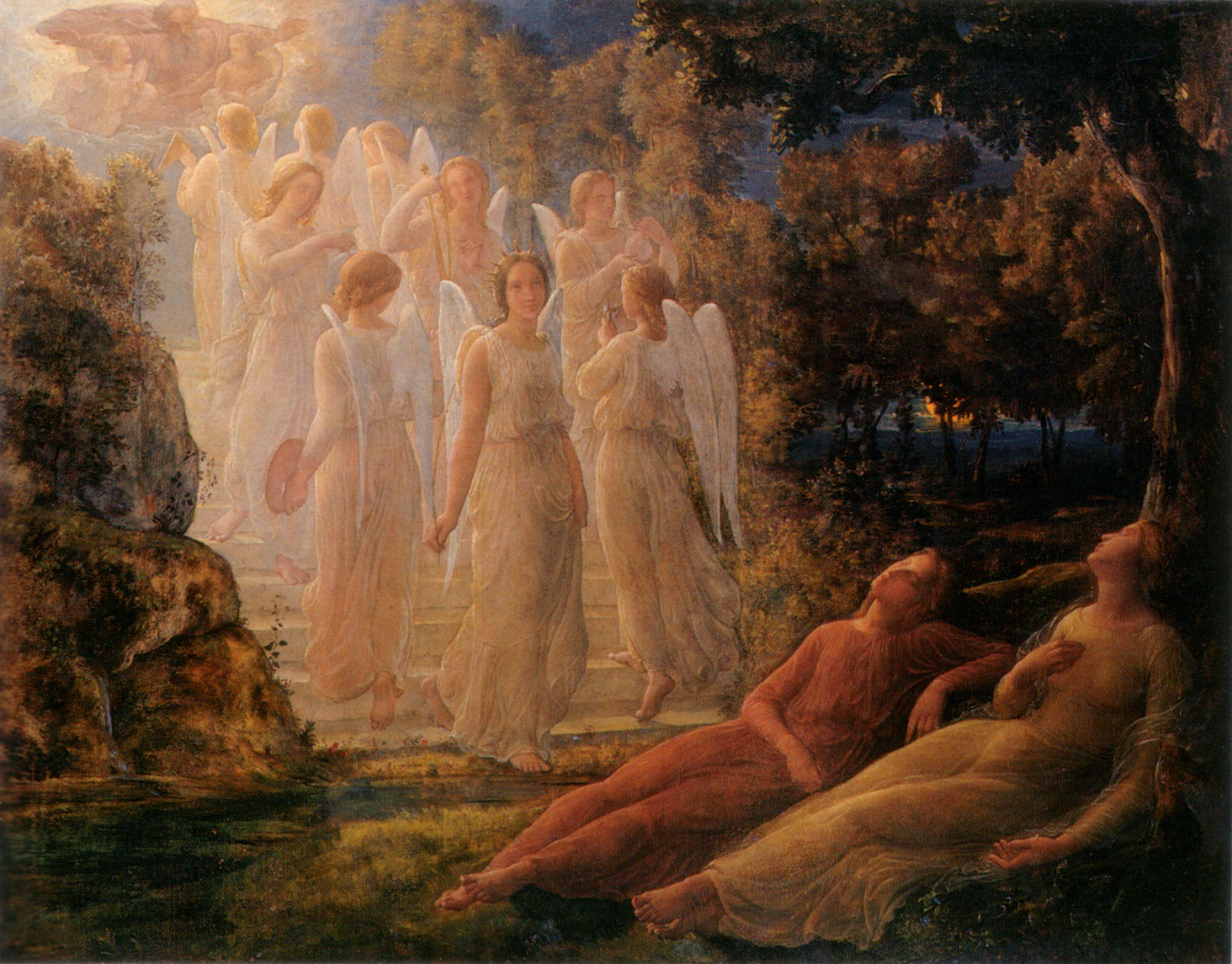
La scala d'oro
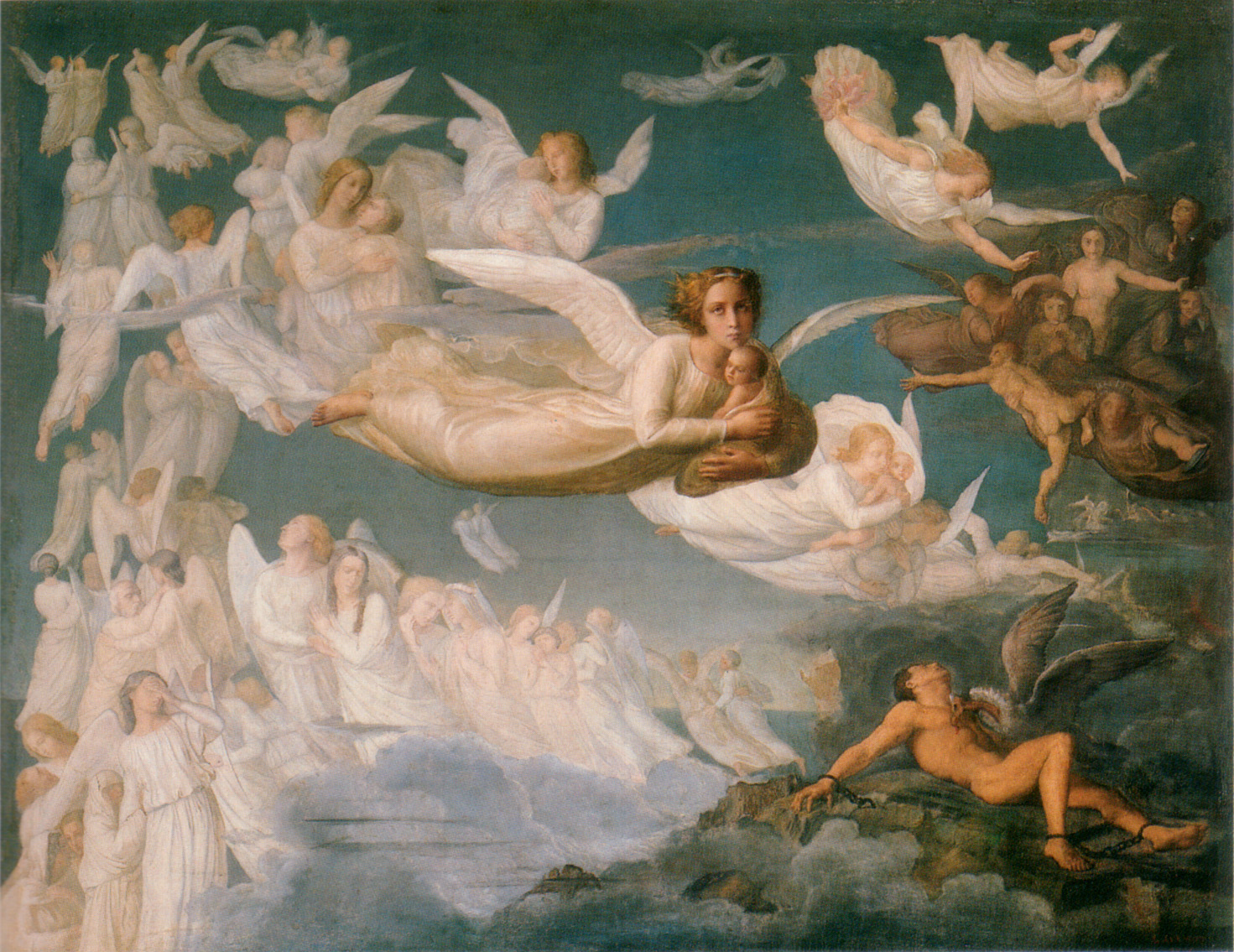
Il passaggio delle anime

## Considerazioni estetiche
Come Hippolyte Flandrin, altro pittore della Scuola di Lione e allievo di Ingres, Janmot realizzò un gran numero di opere per la decorazione delle chiese. Nella sua pittura il disegno e la raffinatezza del pennello di Ingres si coniugano con un misticismo di cui un parallelo può ritrovarsi nelle opere dei suoi contemporanei Nazareni e Preraffaelliti.

Janmot è oggi considerato come un artista di transizione, fra il romanticismo e il simbolismo. I suoi lavori preludono e annunciano la corrente francese del Preraffaellismo. Essi furono ammirati da artisti come Pierre Puvis de Chavannes, Odilon Redon e Maurice Denis.

## L'opera
Gran parte delle opere di Janmot si trova oggi nel Museo di Belle arti di Lione. Molti dei suoi lavori, però, sono affreschi all'interno di edifici religiosi. Ma la sua opera più significativa resta il "Poema dell'anima", un insieme di 18 quadri e 16 disegni che impegnò Janmot per più di 40 anni, fra il 1835 e il 1880. Un lungo poema in versi, scritto da lui stesso, si integra con le pitture e funge loro da commento.

### Il Poema dell'anima
Questa serie di 34 quadri è l'opera più conosciuta di Louis Janmot. Egli scrisse, parallelamente alle pitture, un poema ciclico la cui prima parte fu pubblicata nel 1854 a Lione dall'editore Vingtrinier. Nell'edizione del 1881 a Saint-Étienne, Janmot arricchì il poema di una seconda parte, corresse parzialmente la prima, sostituì alcune strofe e ne aggiunse delle altre. Quanto alla parte figurativa, essa si trova oggi al Museo di Belle arti di Lione, ed i suoi elementi sono così intitolati:
Parte Prima: le pitture
1. Generazione divina
2. Il passaggio delle anime
3. L'Angelo e la Madre
4. La Primavera
5. Ricordo del Cielo
6. Il Tetto paterno
7. Il cattivo Sentiero
8. L'Incubo
9. Il Chicco di Grano
10. Prima Comunione
11. Virginitas
12. La Scala d'oro
13. Raggio di Sole
14. Sulla Montagna
15. La Sera
16. Il Volo dell'Anima
17. L'Ideale
18. La Realtà
Parte seconda: i disegni
19. Solitudine
20. L'infinito
21. Sogno di fuoco
22. Amore
23. Addio
24. Il Dubbio
25. Lo Spirito de Male
26. L'orgia
27. Senza Dio
28. Il Fantasma
29. La Caduta fatale
30. Il Supplizio di Mézence
31. La Generazione del Male
32. L'Intercessione materna
33. La Liberazione o Visione dell'avvenire
34. Sursum Corda

### Altre opere
Elenco parziale.
- Autoritratto, 1832 - Museo di Belle Arti di Lione.
- Cristo nell'orto degli Olivi, 1840 - Museo di Belle arti di Lione.

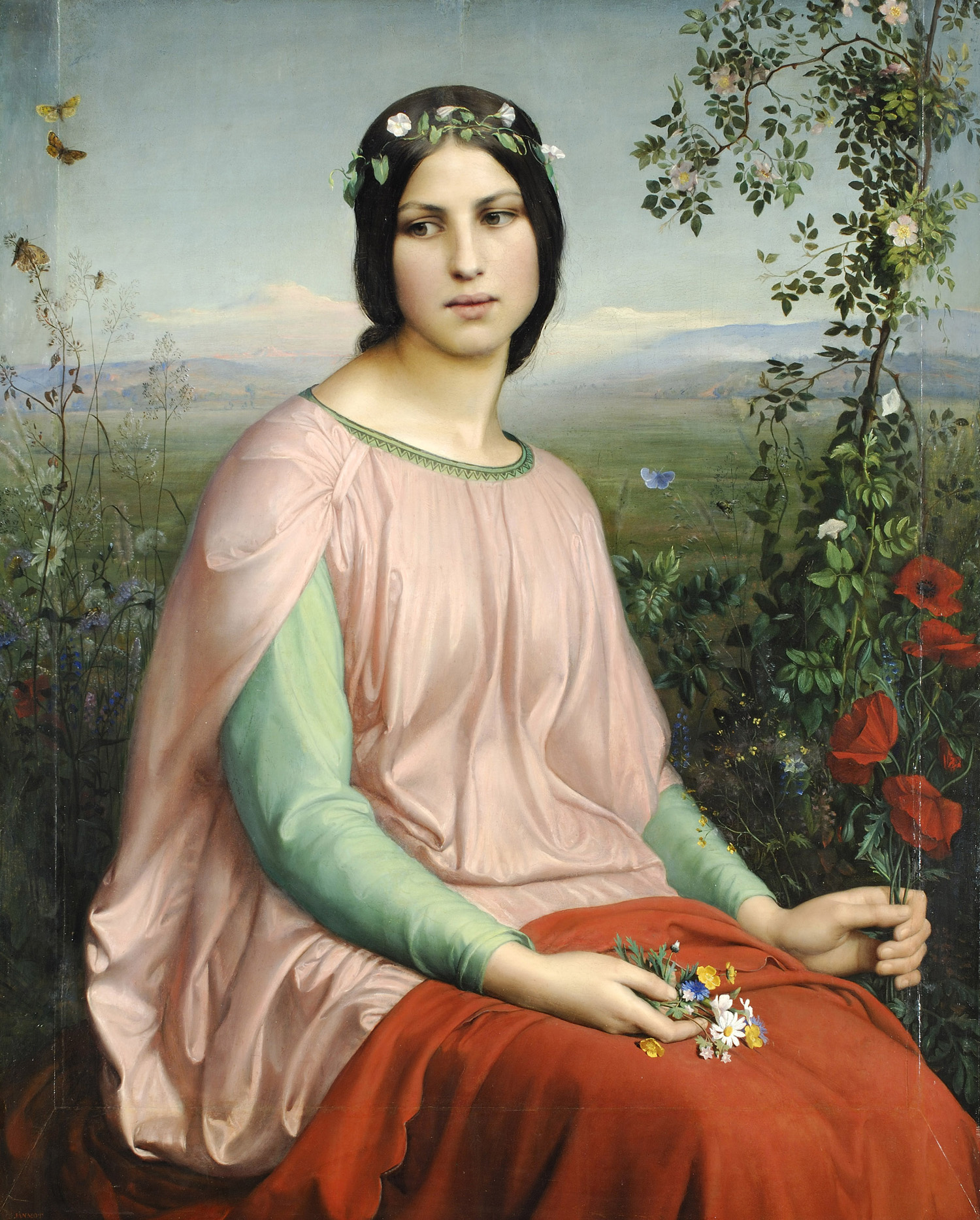
Fiori di campo, 1845 - Museo di Belle arti di Lione.
- L'Assunzione della vergine, 1845 - Museo d'arte moderna di Saint-Étienne
- Henri Lacordaire, (1802-1861) - Museo nazionale del castello di Versailles e del Trianon.

## Galleria d'immagini

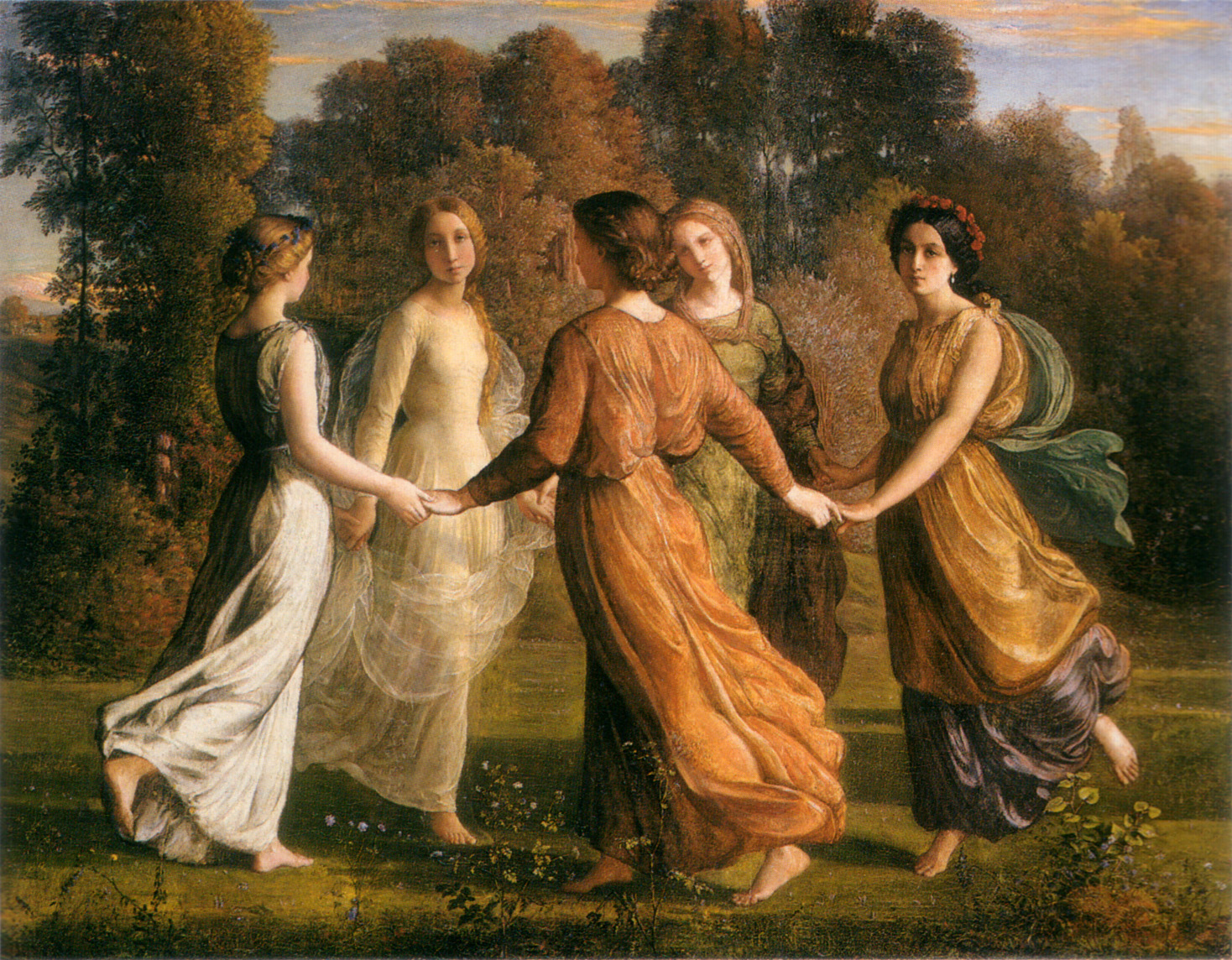
Raggi di sole
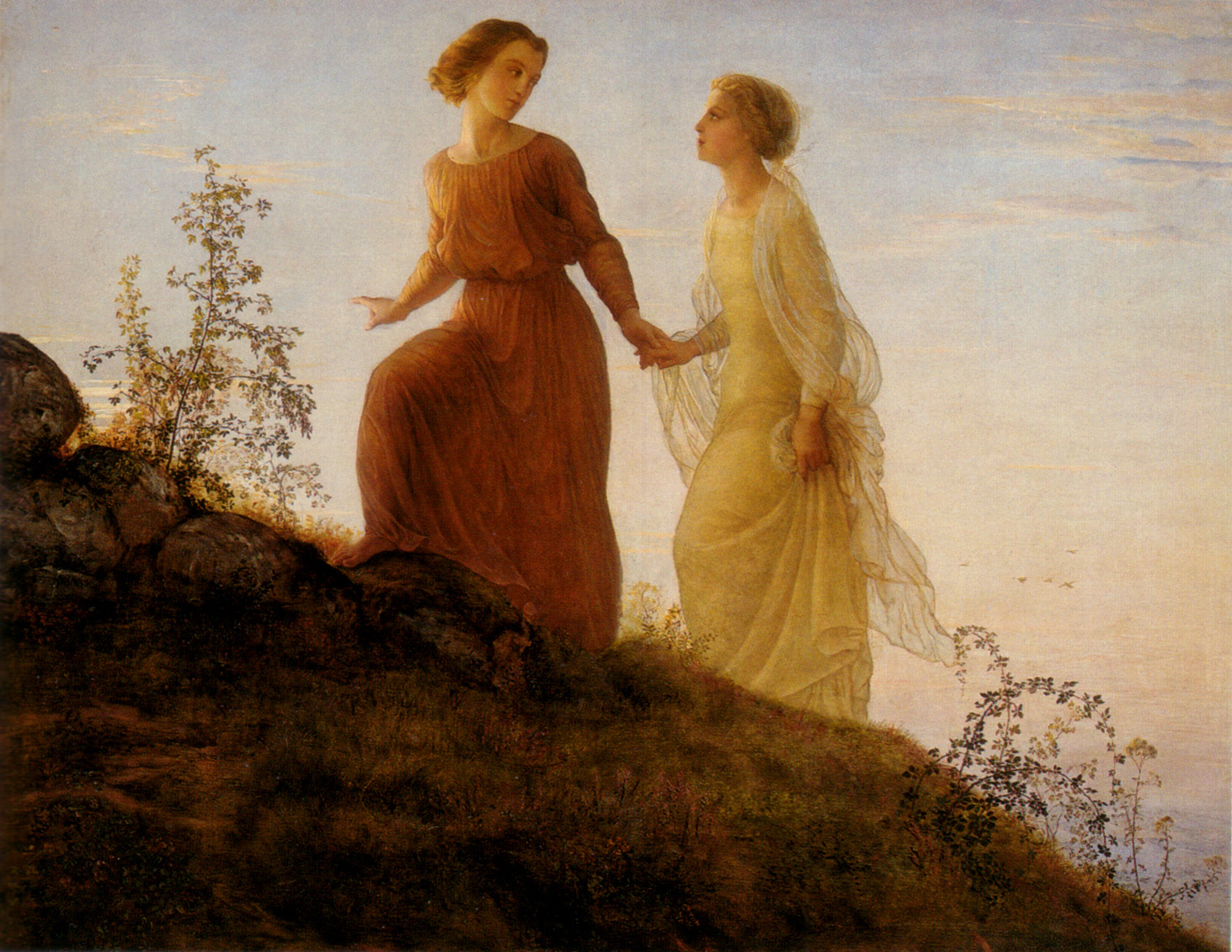
Sulla montagna
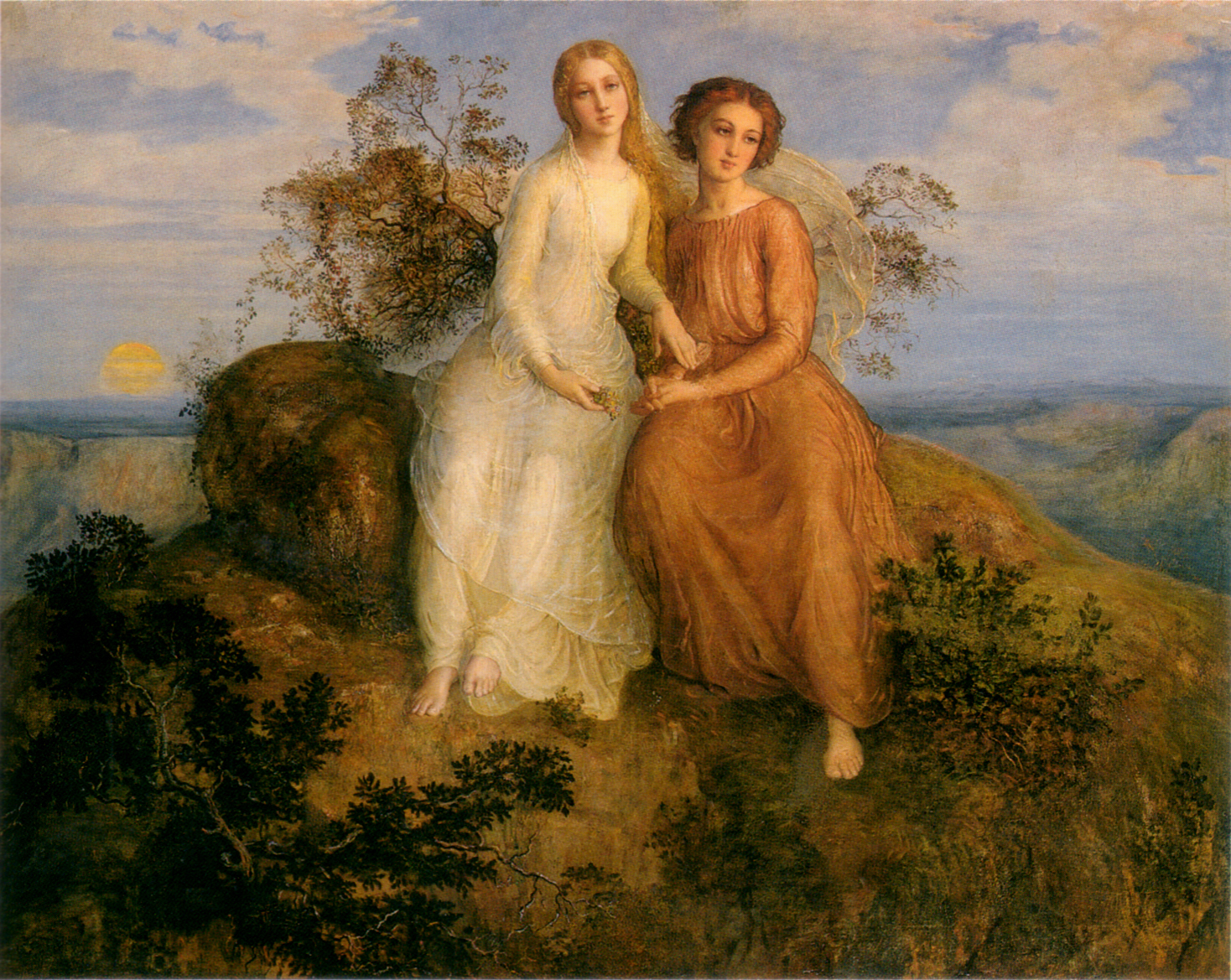
La Sera
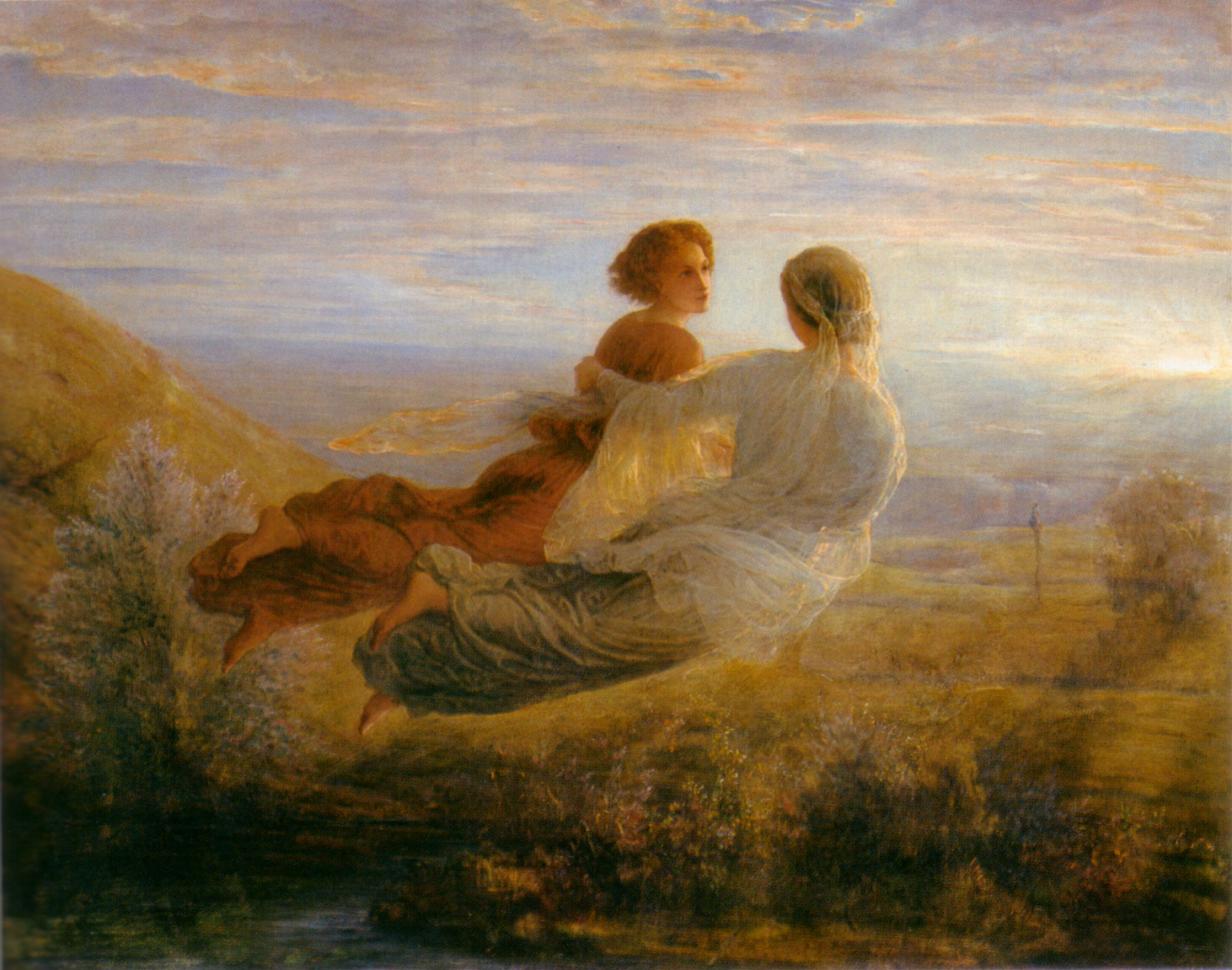
Il volo dell'anima

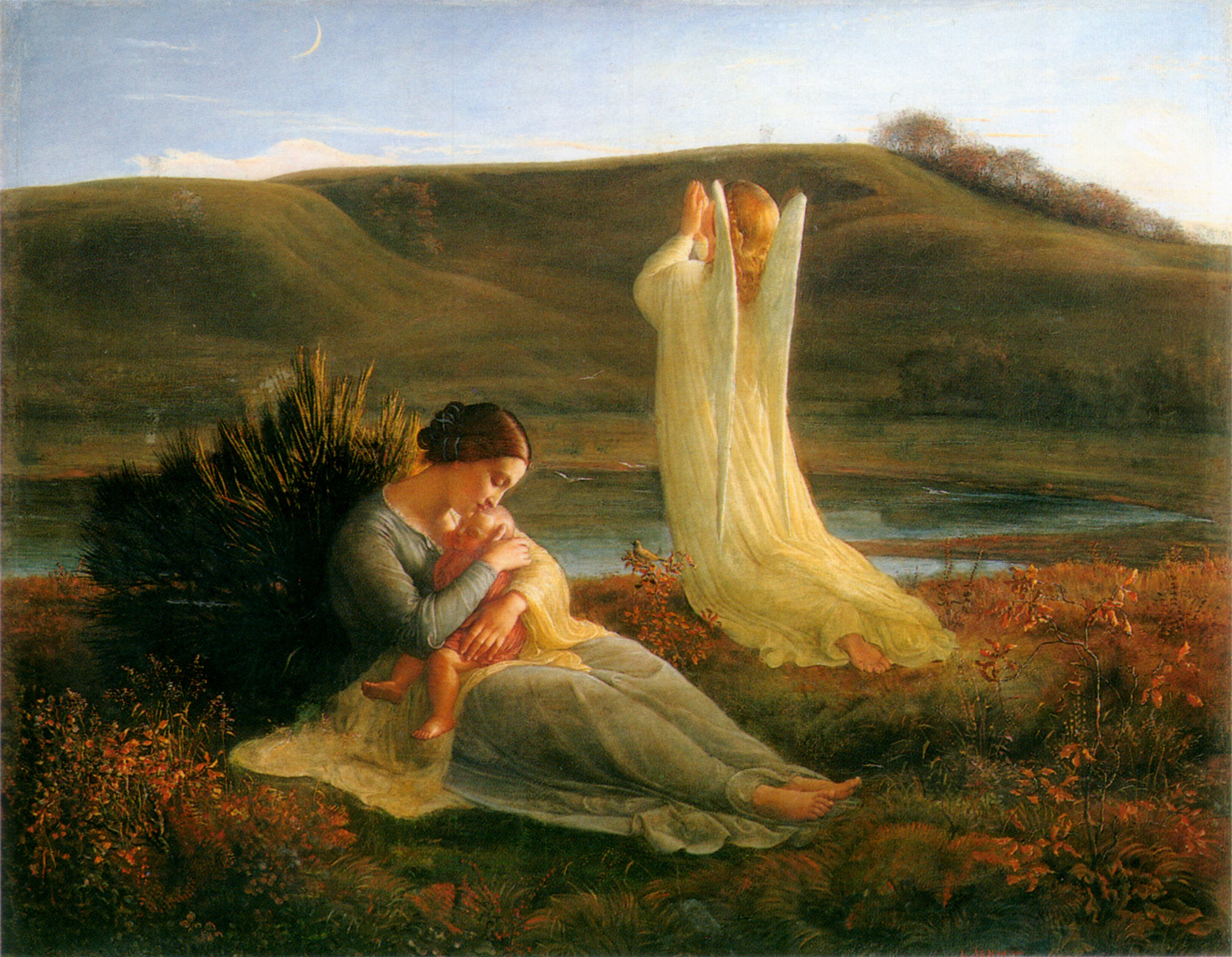
L'angelo e la madre
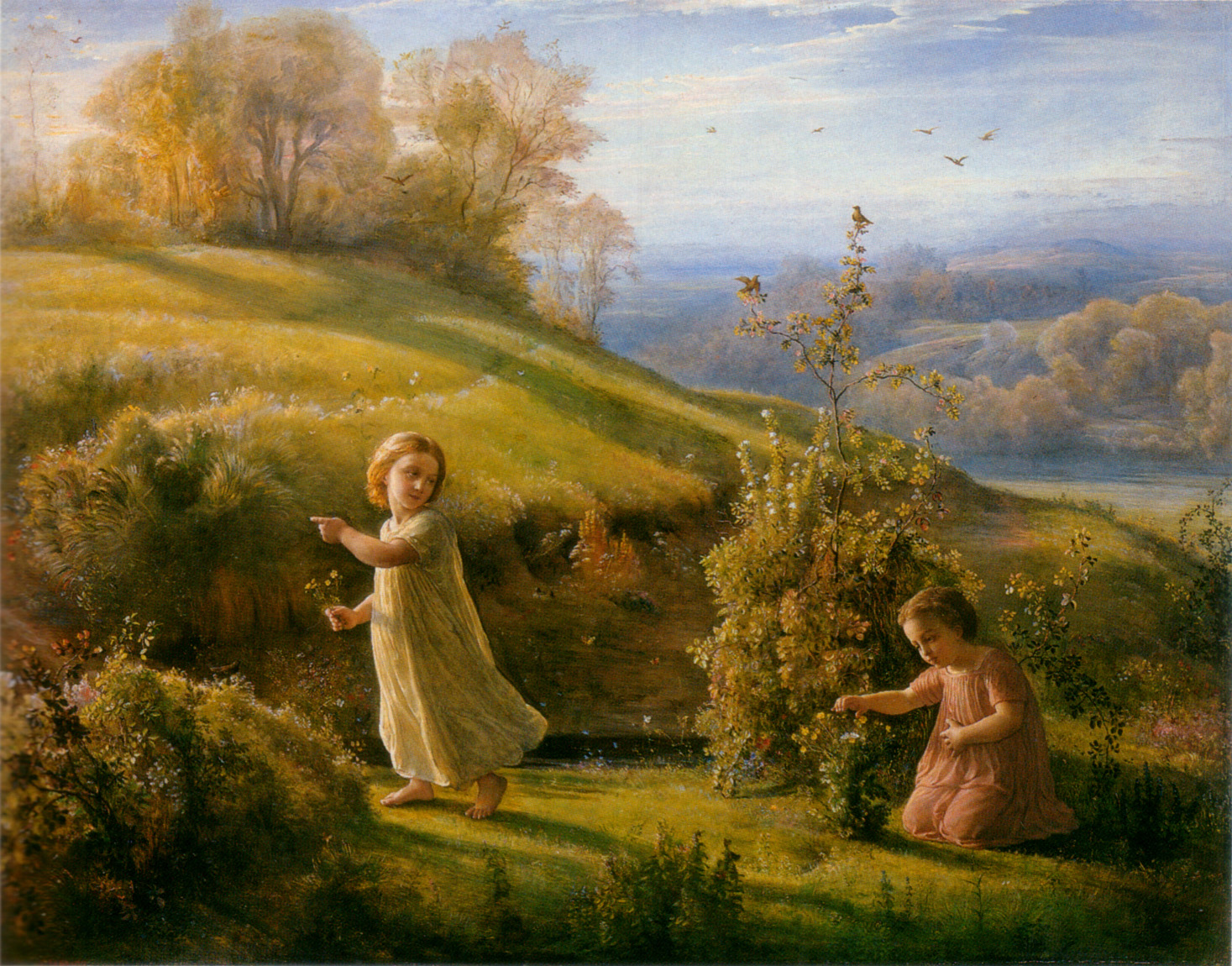
La primavera
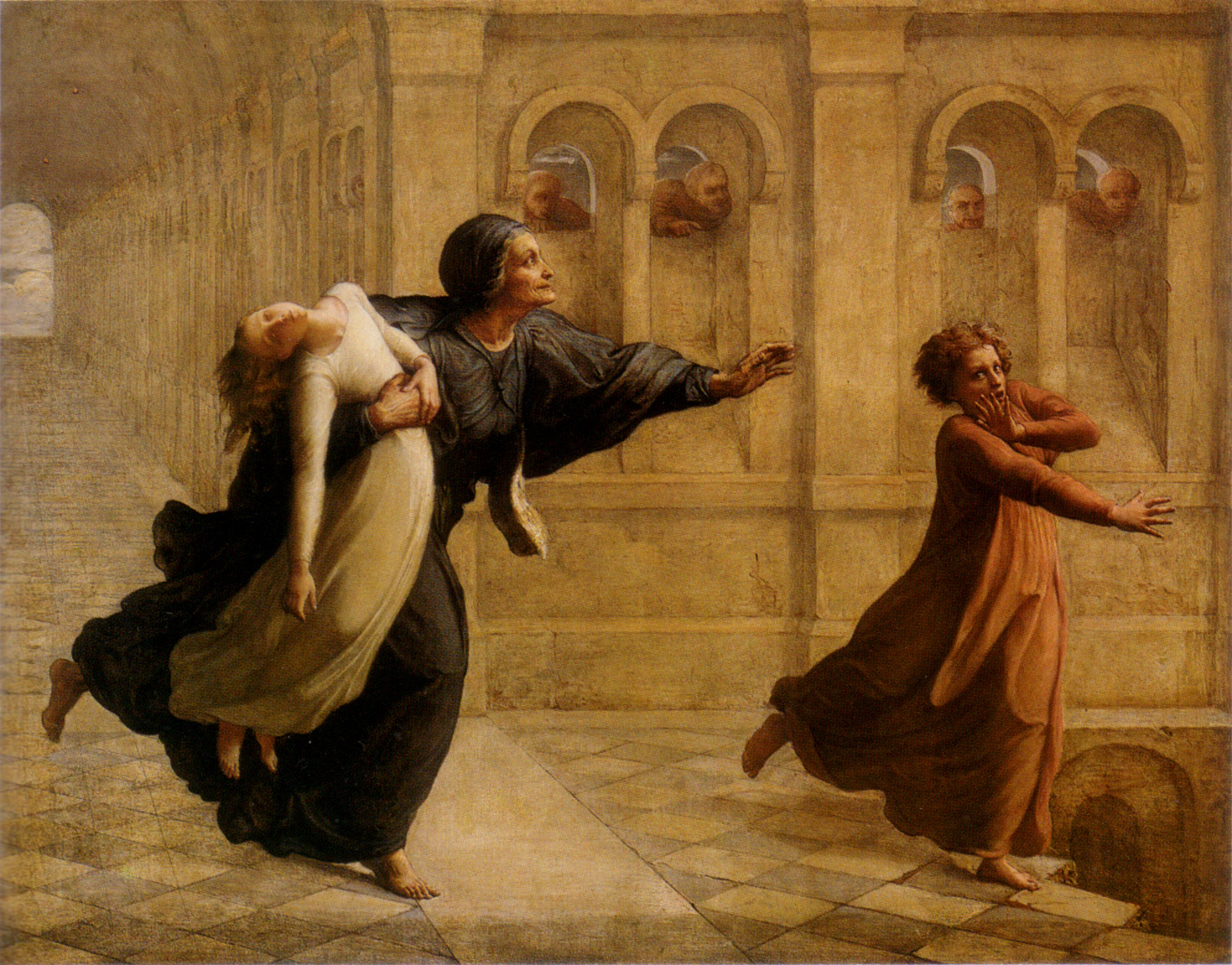
L'incubo
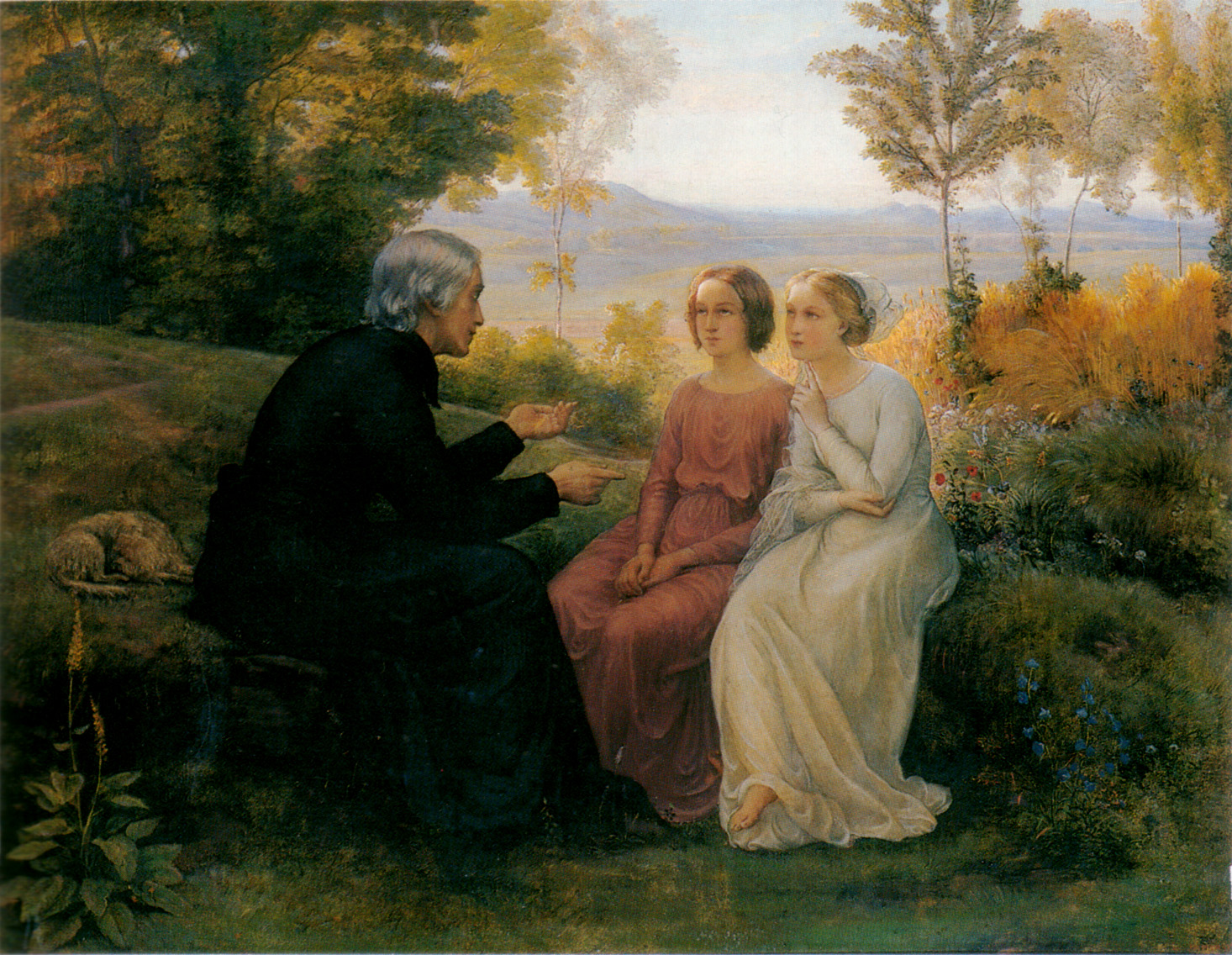
Il chicco di grano
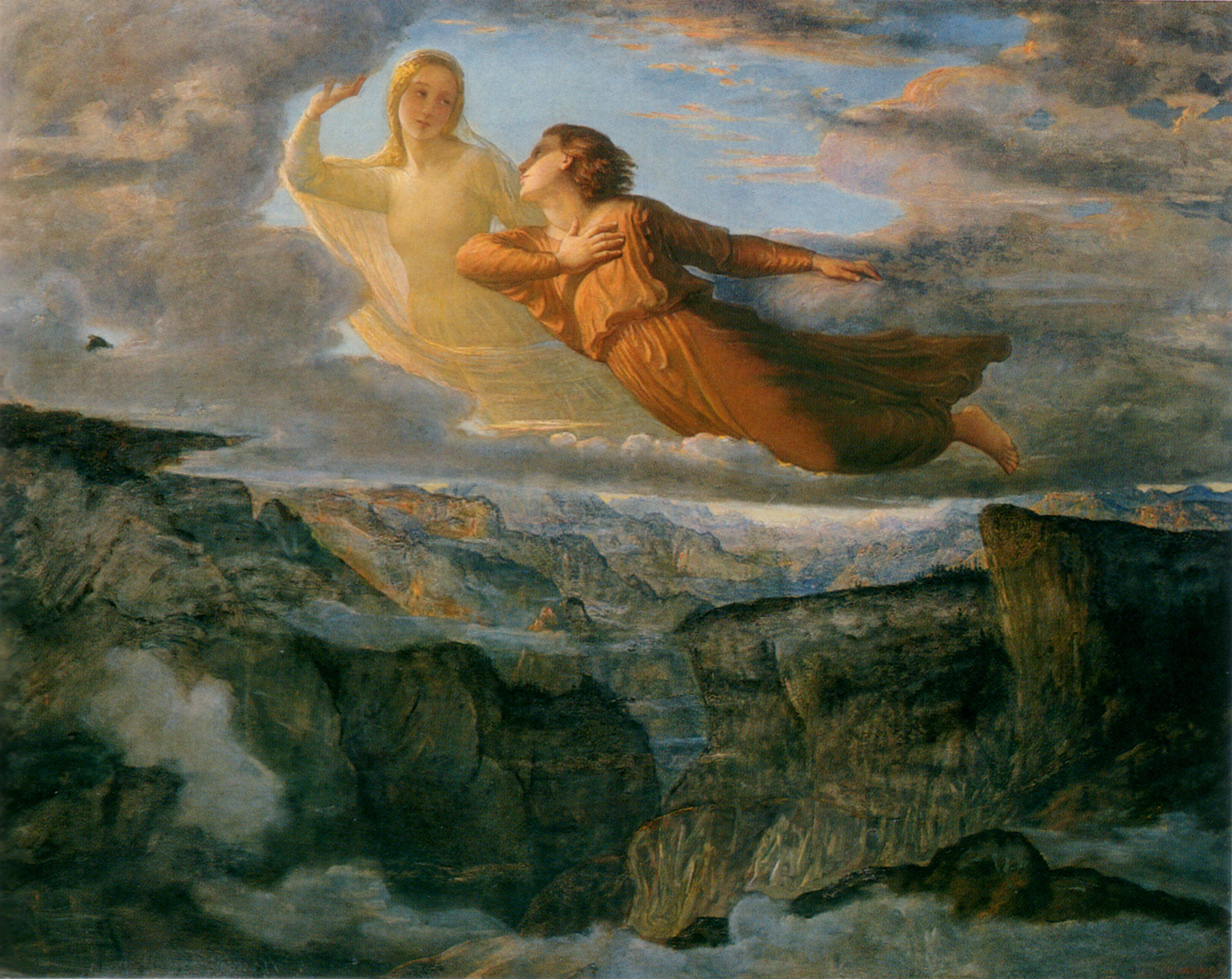
L’Ideale
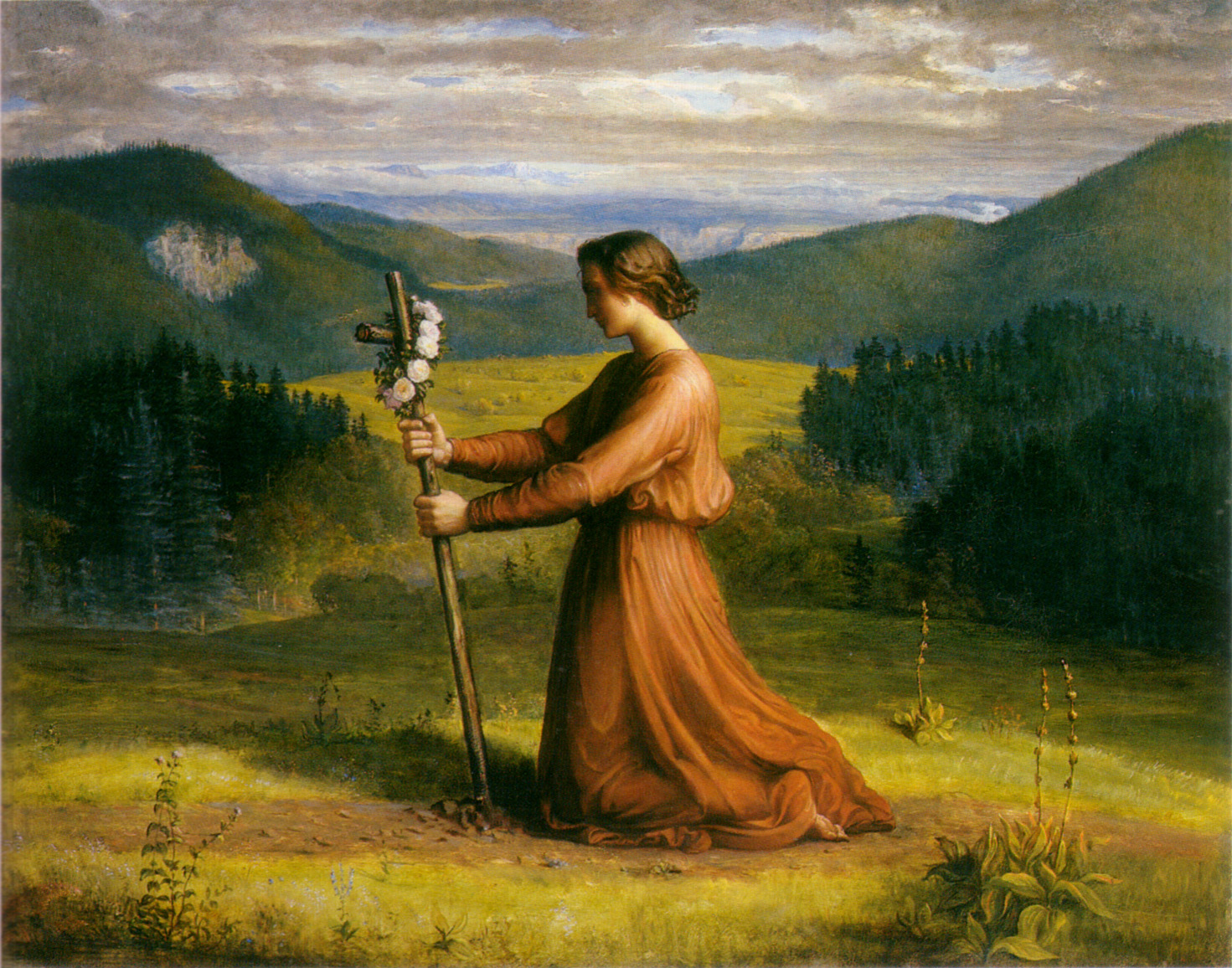
La Realtà